# Ушакова Лідія Іванівна
Лідія Іванівна Ушакова (нар. 15 березня 1916, Криші — пом. 15 червня 1997) — українська скульпторка; членкиня Спілки радянських художників України.

## Біографія
Народилася 15 березня 1916 року в селі Кришах (нині Оренбурзька область, Росія). 1950 року закінчила Інститут живопису, скульптури та архітектури імені Іллі Рєпіна у Ленінграді. Її педагогами були Гаврило Шульц, Віктор Синайський, Олександр Матвєєв, Всеволод Лішев.
Жила в Сімферополі, в будинку на вулиці Гагаріна, № 13 а, квартира № 55. Померла 15 червня 1997 року.

## Творчість
Працювала в галузі станкової скульптури та скульптури малих форм. Серед робіт:
- «Дружба» (1950);
- бюст нейрохірурга Андрія Полєнова (1950);
- «Українська дівчина» (1961);
- «Узбечка» (1961);
- «Иван-да-Марья» (1964).

Авторка надгробного пам'ятника художнику Федору Васильєву на Полікурівському меморіалі (1963) — бронзове погруддя митця (не збереглося) на високому трапицієвидному п'єдесталі із діориту.
Брала участь у республіканських виставках з 1964 року.